# Thea Øby-Olsen
Thea Madelen Øby-Olsen (* 2. Juli 1995 in Sarpsborg, Norwegen) ist eine ehemalige norwegische Handballspielerin, die zuletzt für den Bundesligisten HSG Bad Wildungen auflief.

## Karriere

### Im Verein
Øby-Olsen spielte anfangs in ihrer Geburtsstadt bei Sarpsborg IL. Im Jahr 2012 wechselte die Außenspielerin zum Zweitligisten Fredrikstad BK. Mit Fredrikstad stieg sie ein Jahr später in die höchste norwegische Spielklasse auf. Nach zwei Jahren in der höchsten Spielklasse trat Øby-Olsen mit Fredrikstad den Gang in die Zweitklassigkeit an. Im Sommer 2016 schloss sich die Rechtshänderin dem Erstligisten Halden HK an, für den sie bis zum Rückzug der Mannschaft im Februar 2017 auflief.
Øby-Olsen lief anschließend für den Erstligisten Gjerpen IF aus Skien auf. Gegen Ende der Saison 2018/19 bekam sie Achillessehnenbeschwerden. Nachdem Øby-Olsen im Sommer 2019 zu Fredrikstad BK zurückgekehrt war, zog sie sich im Juni 2019 im Training eine Partialruptur der Achillessehne zu. Anfangs wurde die Verletzung von Øby-Olsen konservativ behandelt, da jedoch der Erfolg der Therapie ausblieb, ließ sie sich schließlich im September 2020 operieren. Aufgrund dieser Verletzung konnte sie in zwei Jahren kein einziges Spiel für Fredrikstad bestreiten. Nachdem sich Øby-Olsen ab Sommer 2021 ein Teil des Rehabilitationsprogrammes beim dänischen Verein Silkeborg-Voel KFUM absolviert hatte, wurde sie am 1. Januar 2022 vom deutschen Bundesligisten HSG Bad Wildungen unter Vertrag genommen. Nach einer fast dreijährigen Verletzungspause bestritt sie am 16. Februar 2022 gegen den Buxtehuder SV wieder ein Pflichtspiel. Nachdem Øby-Olsen weiterhin mit den Folgen ihrer Verletzung zu kämpfen hatte, entschloss sie sich nach der Saison 2022/23 ihre Karriere zu beenden.

### In Auswahlmannschaften
Øby-Olsen bestritt am 28. November 2013 ihren einzigen Einsatz für die norwegische Jugendnationalmannschaft gegen die polnische Auswahl. In diesem Spiel erzielte sie drei Treffer.